# 東武博物館
東武博物館（とうぶはくぶつかん）は、東京都墨田区東向島にある東武鉄道に関する資料・車両などを収集・展示している博物館・鉄道保存展示施設。東武伊勢崎線（東武スカイツリーライン）東向島駅の高架下に所在する。運営は一般財団法人東武博物館。

## 概要
東武鉄道創立90周年記念事業として1989年（平成元年）5月20日に東武鉄道伊勢崎線東向島駅高架下に開館した。東武鉄道で実際に使われた蒸気・電気機関車や電車、バスの展示をはじめ、電車・バスの運転シミュレータ、ジオラマなどが展示されている。
博物館建設地の選定にあたり候補地として、東武動物公園駅（旧杉戸駅）ヤード跡地・新越谷駅高架下・葛生駅ヤード跡地等が挙げられたが、予定地の人口、昼夜間の人口比率、周辺の交通網や予定地最寄駅の乗降数、周辺の商工業の状態、地域の特性調査、地元への貢献度が吟味され、東向島駅の隣接地に決定された。
2012年からは一部現役車両の保有を開始しており、8000系8111編成や「SL大樹」に使用される車両が同博物館所有となっている。

## 沿革
- 1989年（平成元年）5月20日 - 開館[1]。
- 2008年（平成20年）
  - 1月10日 - SFとーぶカード（パスネットカード）の販売終了。
  - 12月29日 - リニューアル工事のため一時休館。
- 2009年（平成21年）
  - 1月11日 - 5700系5701号電車およびED101形101号電気機関車を搬入。
  - 7月17日 - リニューアル工事完成記念式典開催[4]。
  - 7月22日 - リニューアルオープン[5][6]。
- 2012年（平成24年）3月24日 - 8000系・8111編成を動態保存のため引き取る。

## 館内

### 主な展示物
- B1形5号蒸気機関車 - 東武鉄道開業時の蒸気機関車。開業時の姿に復元されている[1]。館林観光開発より移設。東武鉄道記念物12号。静止状態ながらも車輪の回転が可能で、毎日数度回転演出が行われている。その際は近くに据えられた腕木式信号機を進行現示に切り替えてから行われる。
- B1形6号蒸気機関車 - 東武鉄道開業時の蒸気機関車。廃車時の姿で保存されている[1]。東武動物公園より移設。東武鉄道記念物12号。
- デハ1形5号電車 - 東武鉄道初の電車[1]。東武鉄道記念物32号。
- 5700系5701号電車 （愛称「ネコひげ」）- 2009年のリニューアル開館時に登場時の姿に復元[6]。
- 5700系5703号電車 - 引退時の姿で車輛前面部のみ保存。アルナ工機（現・アルナ車両）の鉄道車両製造部門閉鎖により東武に引き取られたもの。
- 1720系1721号電車 - 車体前半部のみ保存[1]。
- ED10形101号電気機関車 - 東武鉄道初の電気機関車。2009年のリニューアル開館時に登場時の姿に復元展示[6]。近江鉄道より移設[1]。
- ED5010形ED5015号電気機関車[1]
- 日光軌道線200形203号電車 - 東武動物公園より移設。
- キャブオーバーバス - 日産180型東京富士産業製車体架装。佐野線渡瀬駅前に長らく放置されていたものを、開館時に往時の姿に復元し展示。
- 日光交通明智平ロープウェイ2号搬器
- トキ1形無蓋貨車
- 8000系8101号の台車、パンタグラフ、制御器 - 2013年11月より展示。
- スペーシア個室（レプリカカットモデル）

このうち、B1形6号蒸気機関車、1720系1721号電車、200形203号電車は屋外にて保存されている。1721号電車と203号電車は建物（伊勢崎線高架下）に隣接しており、館内から車内に立ち入ることができる。一方、6号蒸気機関車は施設からやや離れ、南側に国道6号を超えた場所にある「SLスクエア」という東武スカイツリーライン高架下の一角に設置されている。

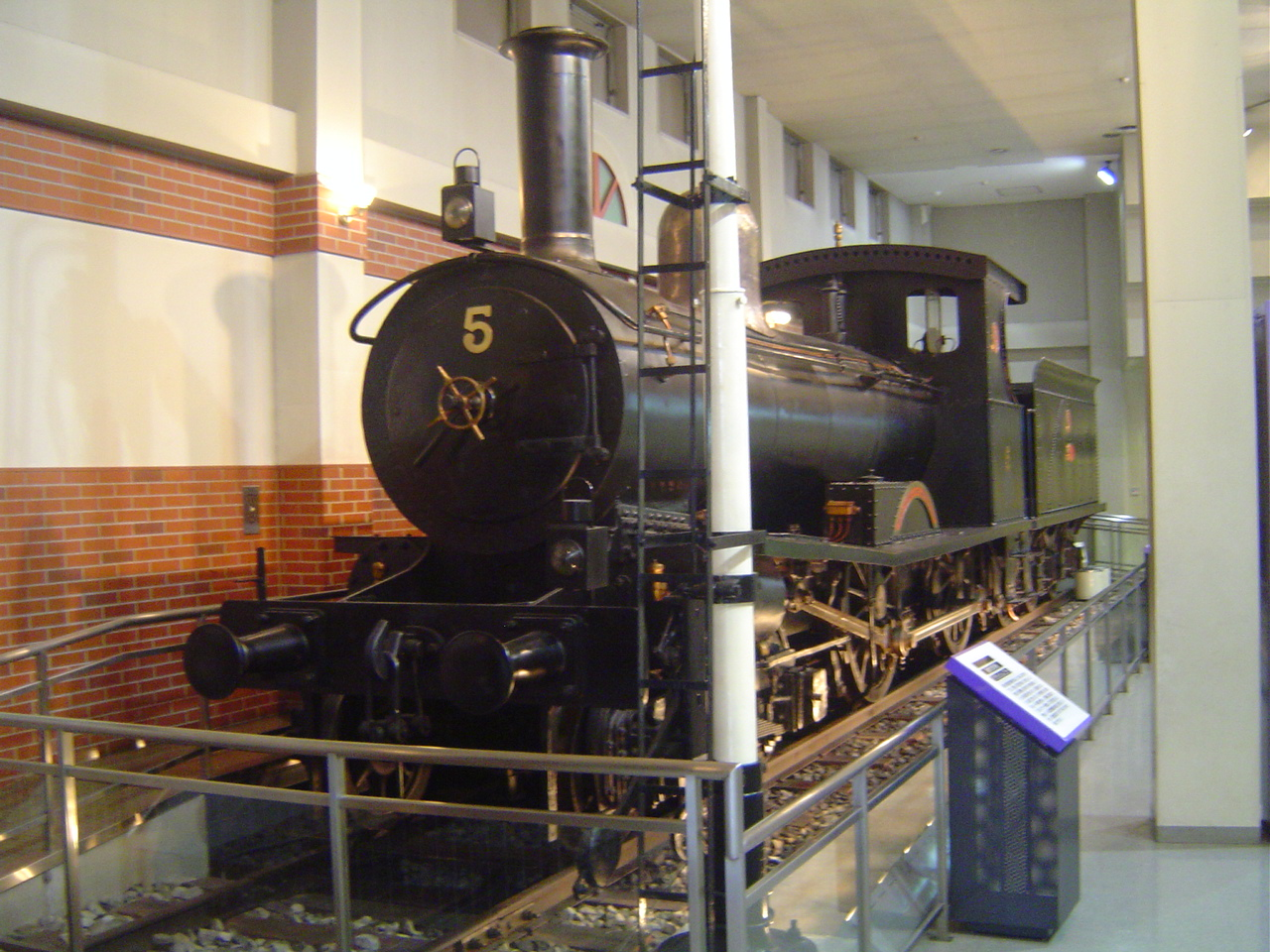
B1形5号蒸気機関車
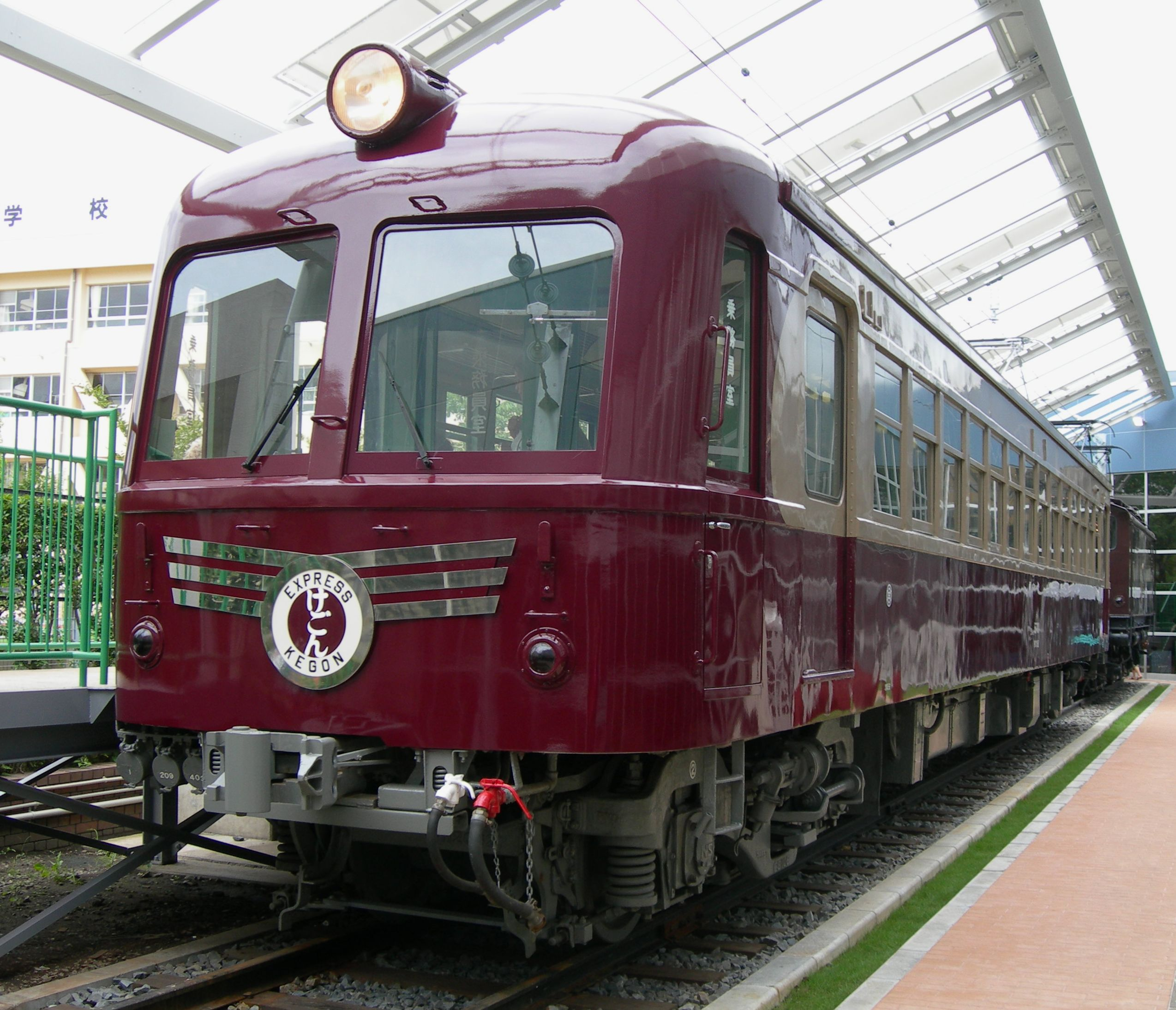
東武5700系5701号電車
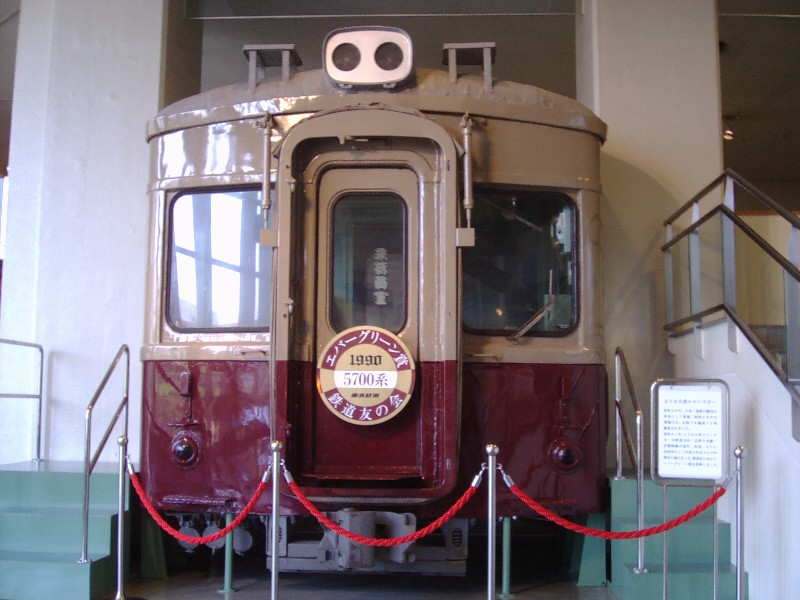
東武5700系カットモデル
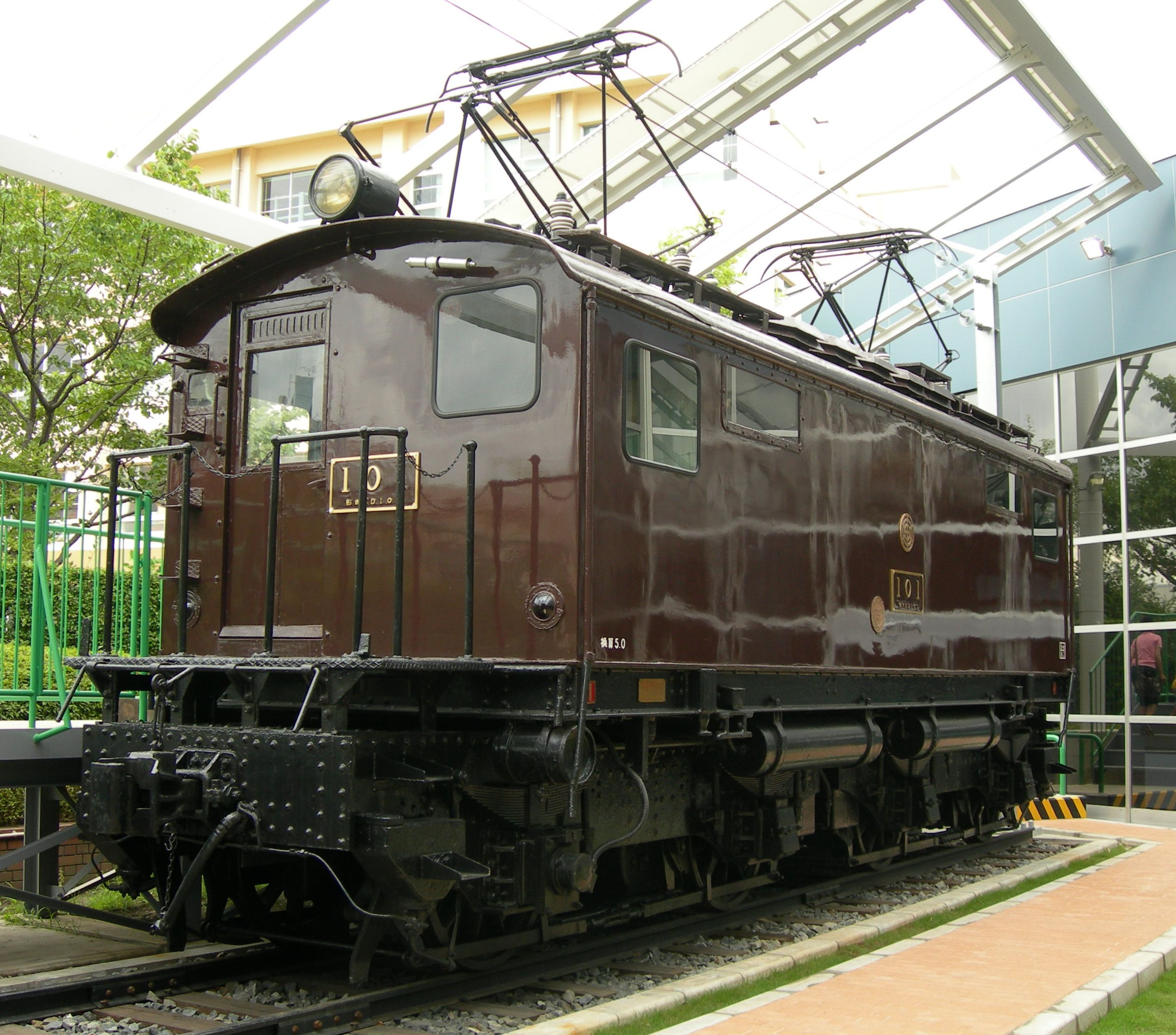
101号電気機関車
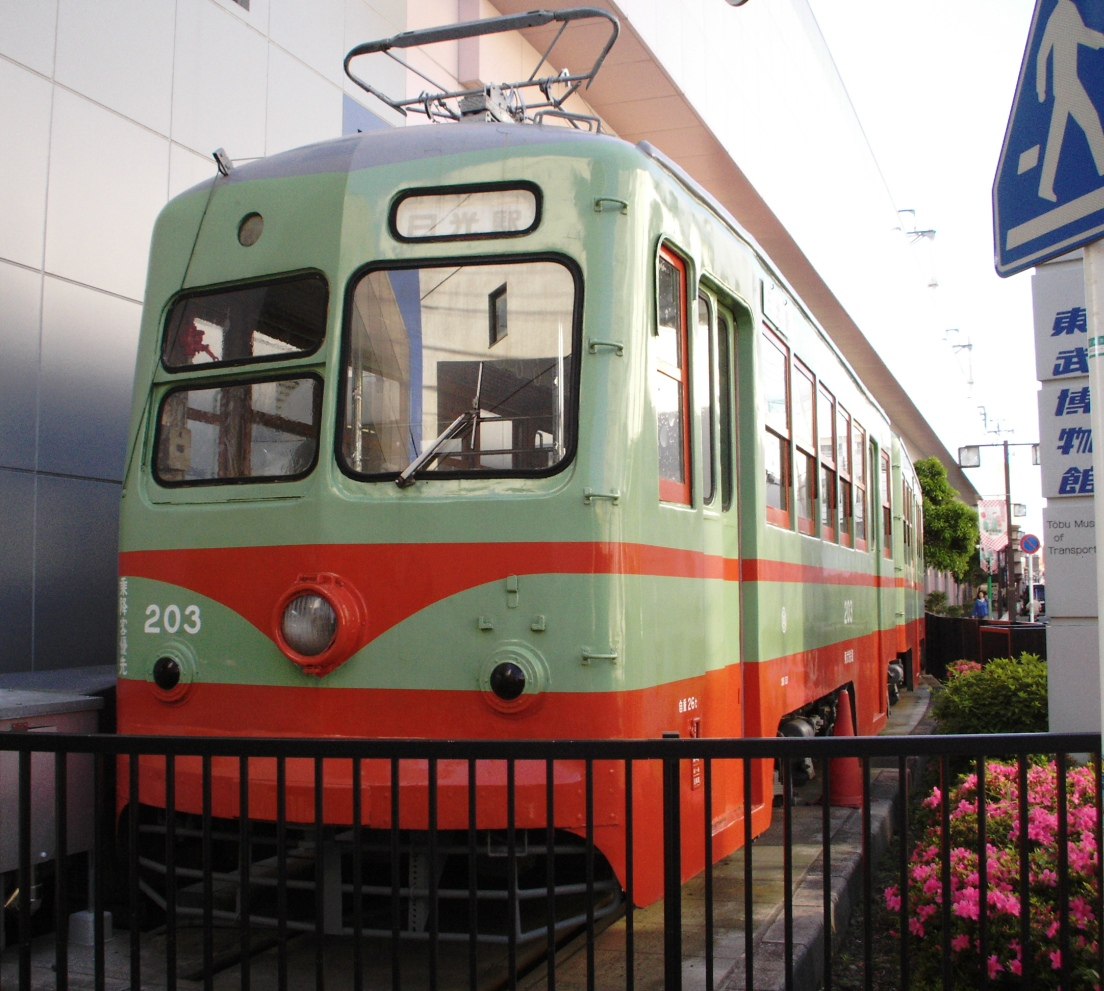
東武日光軌道線200形203号電車
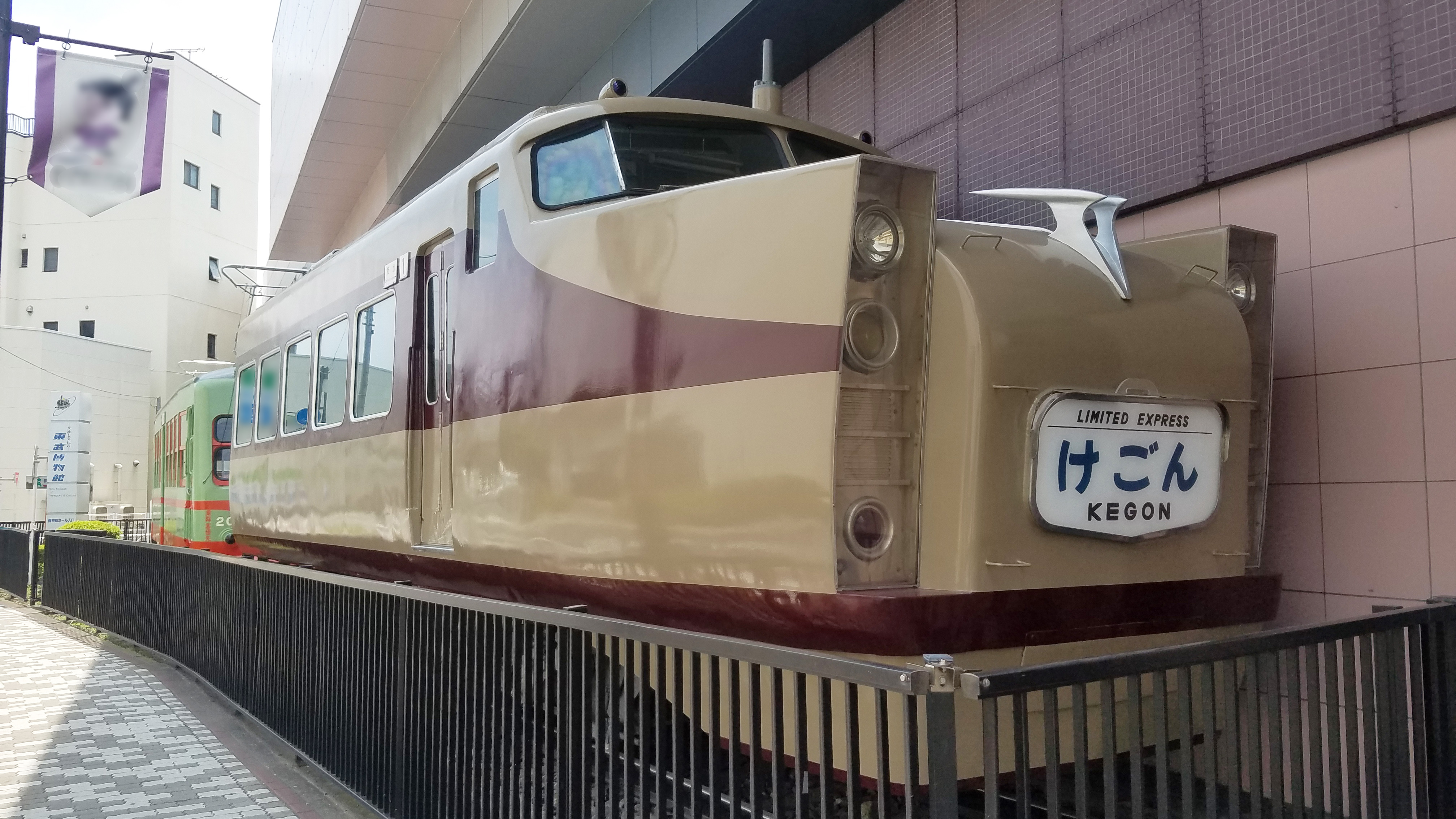
東武1720系
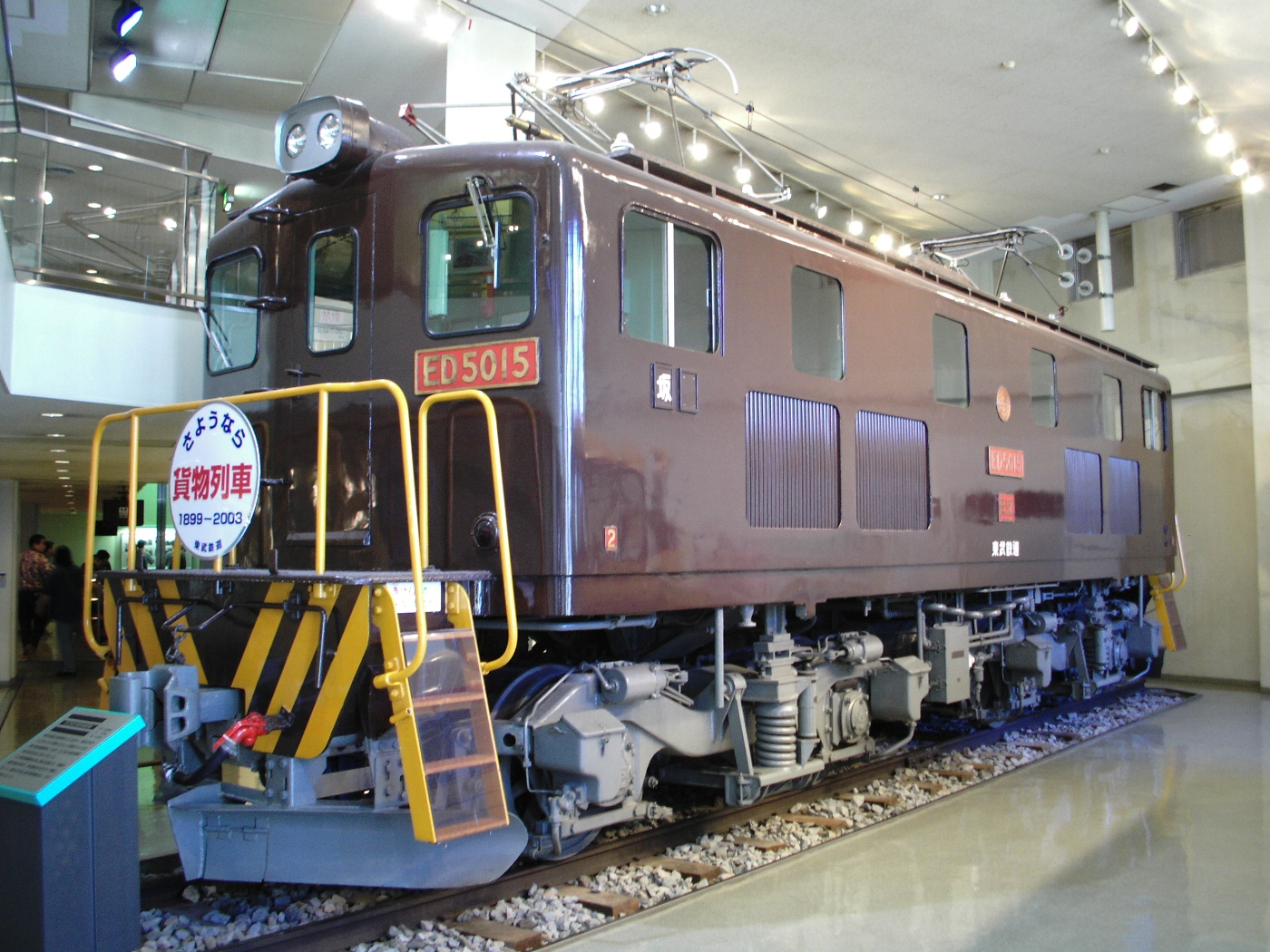
ED5015号電気機関車
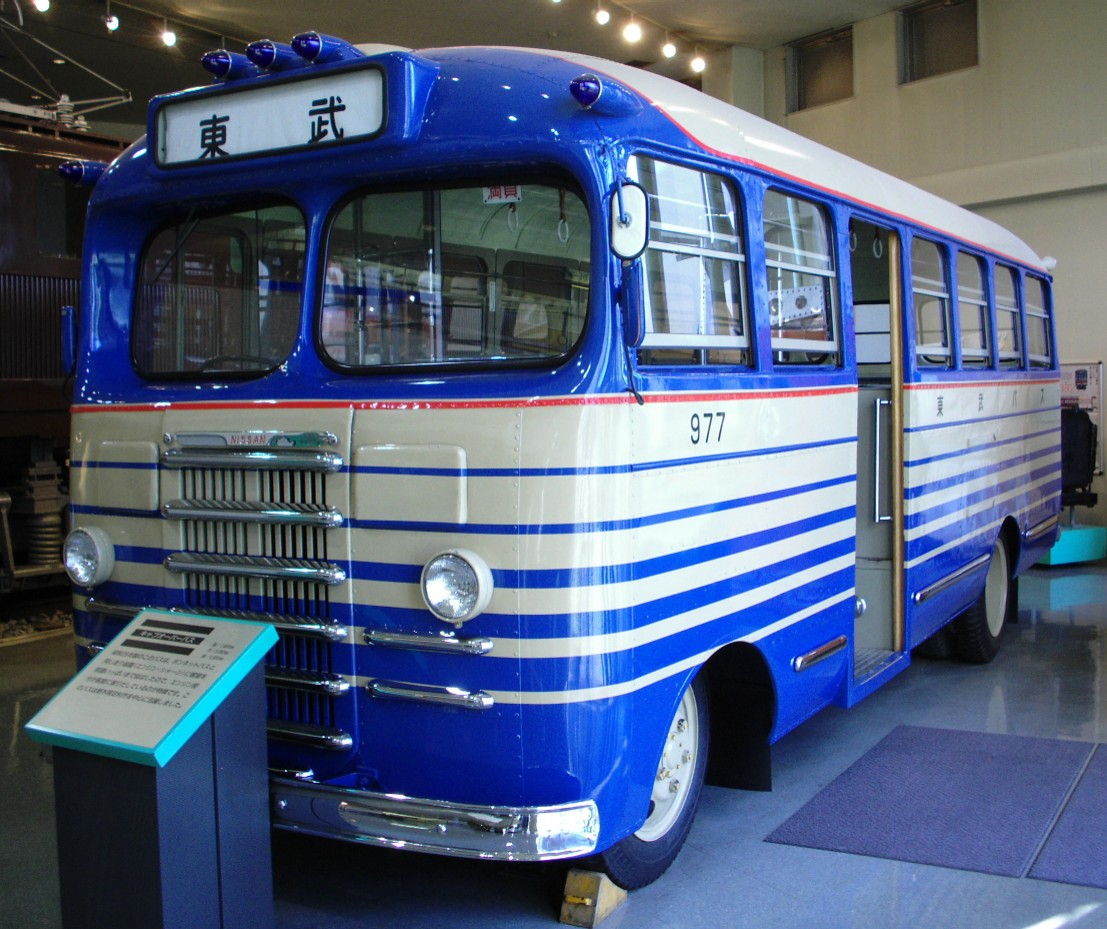
キャブオーバーバス

### 運転シミュレータ
電車用4台、バス用1台が設置されている。そのうち、電車シミュレータ3台はリニューアルオープン時に音楽館によって製作・監修された。
- 電車（大型）有料
  - 10030系カットボディ

収録区間（試験コース）
伊勢崎線 区間準急：北春日部→北千住
東上本線 普通：志木→池袋

- 収録区間（プレミアムコース）
伊勢崎線 普通：久喜→館林
伊勢崎線 普通：太田→館林（ワンマン運転）
伊勢崎線 臨時快速たびじ：北千住→東武動物公園
東上本線 急行：池袋→川越市
佐野線 普通：館林→葛生（ワンマン運転）

- 長らく休止していたが、2023年10月14日に有料体験コンテンツとしてリニューアルされ、体験には500円が必要となっている。
体験にはシミュレーション担当の職員から「整理カード」を受け取る必要があり、番号の順番に関わらず、営業時間内であればいつでもエントリー可能である。
試験コースでは、動力車操縦者（甲種電気車）国家試験を参考にした運転体験ができ、伊勢崎線の区間準急もしくは東上本線の普通を選択することができる。
100点からの減点方式で、50点以上であれば「運転士見習」、70点以上であれば「運転士」、90点以上であれば「主任運転士」の資格を得ることができ、この資格に応じてプレミアムコースで運転できる線区・種別が決まり、90点以上の「主任運転士」であれば全てのコースを選択できる。
試験モードでの採点（減点項目）は7つあり、逸脱した操作や速度違反、オーバーランなどをすると、項目ごとに2〜5点減点されるため、資格を得るには後述の50050系や8000系のシミュレータで腕を磨く必要がある。
プレミアムコースでは採点はされない。
プレミアムコースの伊勢崎線臨時快速「たびじ」は、5700系での使用を想定した演出がなされている。
標準運転時分は30分だが、コイン投入から45分が経つとタイムオーバーとなり、運転終了となる。
収録区間が東上本線の区間はT-DATC、伊勢崎線および佐野線の区間は東武TSP型ATSがシミュレートされている

- 電車（大型）無料
  - 8000系
  - 50050系

収録区間
伊勢崎線 急行・区間急行：北千住→東武動物公園（急行は50050系のみ）
伊勢崎線 普通：春日部→浅草
東上本線 急行：池袋→森林公園
東上本線 通勤急行：川越市→池袋

- 全シミュレータにおいて全収録区間を体験することが可能だが、来館者自身による路線選択は出来ない。
そのため、実際に運用されていない50050系の伊勢崎線の普通列車、東上本線での運転を体験できる。
ほぼ全路線・全行程において約5分で交代となるよう設定されている。しかし東上本線については池袋 - 成増間の運転時分が10分ほどかかるため、他のものと比べばらつきがある。
上記の理由により利用者からの不公平との苦情が少なくないため数年伊勢崎線のみが運転可能だったが、2014年現在は機器のトラブル防止のため、毎週火曜日にローテーションで行程の変更を行っていた。また3台のシミュレータのうち、必ず1台か2台は東上本線であった。
2024年現在は、基本的に50050系は伊勢崎線急行、8000系は伊勢崎線普通に固定されている。
伊勢崎線の急行・区間急行は運転区間の都合により、車内放送による行先設定は急行が久喜行き、区間急行が太田行きの設定になっている。
伊勢崎線の普通は終点浅草駅には3番線に到着するが、定期運行の普通列車は3番線には到着しないため、車内放送では「お出口は本日に限りまして3番線です。」という放送がされる。これは音楽館が製作している鉄道シミュレーションゲームTrain Simulatorでも同様である。
映像収録は東京スカイツリー開業前のため、2012年の開業以降シミュレータに「業平橋駅はとうきょうスカイツリー駅に名称変更となりました」という注意書きが追加されている。なお、路線の映像には建設初期（杭打ち段階）のスカイツリーが登場する。また、2017年4月1日に伊勢崎線の松原団地駅が獨協大学前〈草加松原〉駅に改名されたが、こちらはシミュレーターに貼ってあるスタフに注意書きがなされている。
実車の50050系は10両固定編成のため浅草駅には入線不可能だが、シミュレータ上では運転画面表示や停止位置を6両としたうえで使用されている。
かつて8000系のブレーキは非常ブレーキもかけることが可能であったが、非常ブレーキをかけたあとの復帰に時間がかかるため、2022年現在は非常ブレーキがかけられないように設定されている。
かつては10030系のカットボディも無料で体験できたが、2020年頃から休止となり、前述の通り2023年に有料体験コンテンツにリニューアルされた。

- 電車（ミニ）
  - 10030系ミニシミュレータ

10030系の運転台を模しており、当初はマスコンハンドルを加速側に入れると列車の展望走行映像が再生される簡易的なものであったが、現在はマスコンハンドルを操作しなくても走行映像が再生されるものになっている。
- バス
  - 日野・RE120（前扉および運転席部分のカットボディ）

柏コースと川越コースの2種類が体験可能。
以前は、市街地路線と山岳路線の2種類が体験可能であった。

- リニューアルオープン前の電車シミュレータ（大型）
  - 10030系カットボディ（伊勢崎線：浅草 - 新越谷）
  - 8000系（伊勢崎線：浅草 - 草加）
  - 8000系（東上本線：志木 - 池袋）

8000系のシミュレータは1988年に収録したものである。10030系のシミュレーターは1988年に一度収録したが1997年頃に再収録したものである。
10030系は収録区間の都合により、浅草駅の3番線から発車していた。
東上本線の8000系シミュレータはリニューアルオープン時に50050系のシミュレータと交換となった。

### その他施設

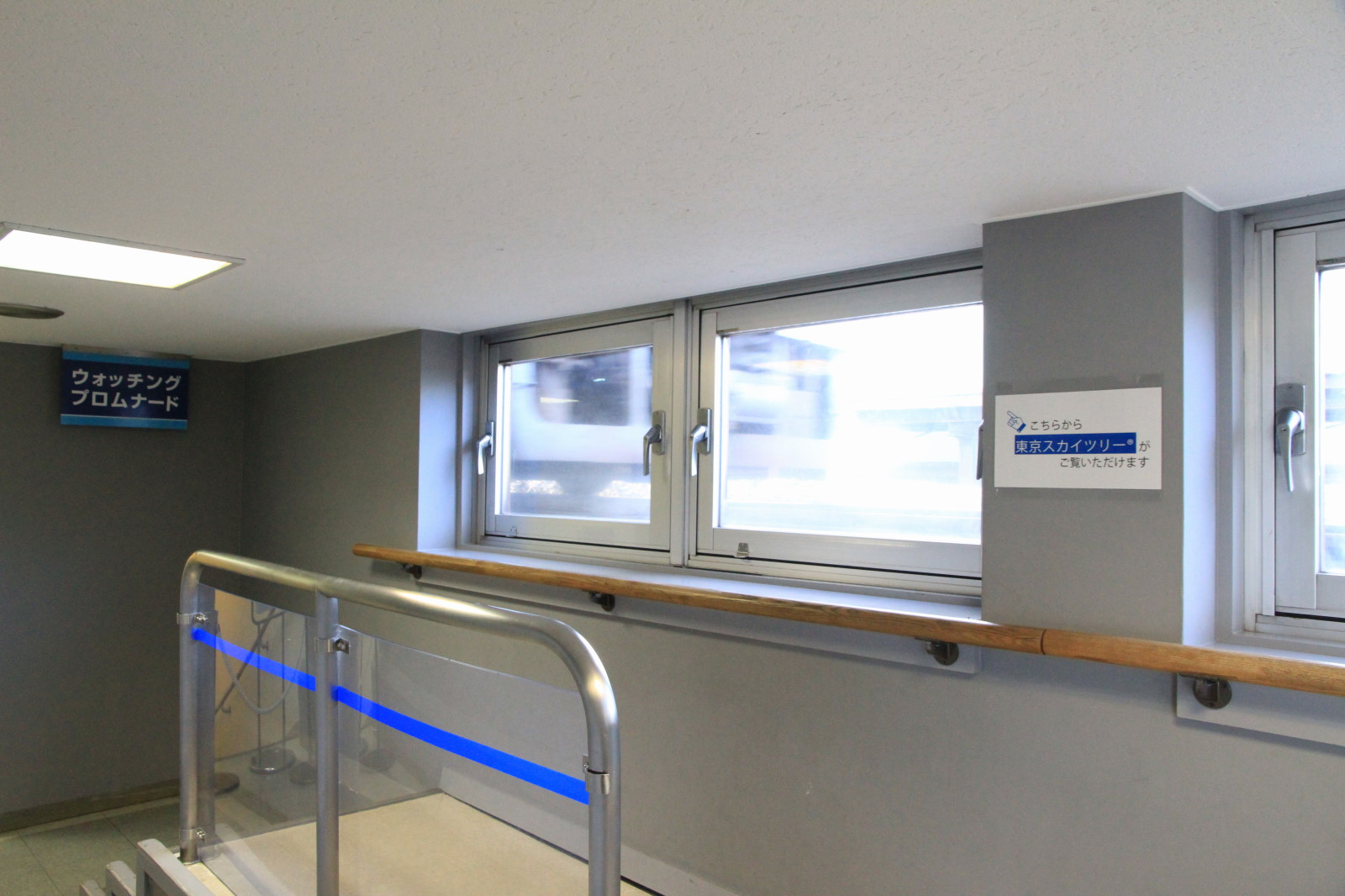
ウォッチングプロムナードと通過中の列車

- ウォッチングプロムナード[1]

東向島駅上りホーム直下にあたり、レール面近くに窓が設けられている。駅を通る列車を普段とは違った角度で見学できる。「営業列車を間近で見られる展望スペースを設けた鉄道系博物館は多いが、（中略）立地を活かして車両を下から覗き見ることができる」という珍しい施設である。
- 向島サテライト[1]

向島地区の歴史・文化を紹介するコーナー。
- 休憩コーナー[1]

飲食のためのテーブルと椅子が設置されている。食べ物は販売していないが、近くに飲料自販機がある。
- Oゲージ運転コーナー

自分で2両編成の電車を運転できる。信号システムも学習できる。
- 関東平野に広がる東武[1]

HOゲージのジオラマで、東武鉄道の一日を再現している。2009年のリニューアルで設置された東京スカイツリーのミニチュアもある。また、自分で100円投入して模型電車の運転もできる。
- ミュージアムショップ

東武博物館オリジナルグッズ等を販売している。